# ورلاند
ورلاند (وايومنغ) (بالإنجليزية: Worland, Wyoming)‏ هي مدينة تقع في الولايات المتحدة في مقاطعة واشاكي، وايومنغ. يقدر عدد سكانها بـ 5,487 نسمة ومساحتها 12.02 كم2 وترتفع عن سطح البحر 1,239.01 متر.

## التركيبة السكانية
قام مكتب تعداد الولايات المتحدة بتحديد بيانات التركيبة السكانية لورلاندفي تعداد الولايات المتحدة. في ما يلي، التركيبة السكانية حسب تعدادي 2000 و2010.

### تعداد عام 2000
بلغ عدد سكان ورلاند 5,250 نسمة بحسب تعداد عام 2000، وبلغ عدد الأسر 2,130 أسرة وعدد العائلات 1,439 عائلة مقيمة في المدينة. في حين سجلت الكثافة السكانية 1,274.1 نسمة لكل ميل مربع (491.9/كم2). وبلغ عدد الوحدات السكنية 2,334 وحدة بمتوسط كثافة قدره 566.4 نسمة لكل ميل مربع (218.7/كم2).
وتوزع التركيب العرقي للمدينة بنسبة 89.47% من البيض و 0.57% من الأمريكيين الأصليين و 0.84% من الأمريكيين ذوي الأصول الآسيوية و 0.06% من الأمريكيين الأفارقة و 2.34% من عرقين مختلطين أو أكثر.
بلغ عدد الأسر 2,130 أسرة كانت نسبة 32.4% منها لديها أطفال تحت سن الثامنة عشر تعيش معهم، وبلغت نسبة الأزواج القاطنين مع بعضهم البعض 55.8% من أصل المجموع الكلي للأسر، ونسبة 9.2% من الأسر كان لديها معيلات من الإناث دون وجود شريك، وكانت نسبة 32.4% من غير العائلات. تألفت نسبة 29.2% من أصل جميع الأسر من أفراد ونسبة 13.8% كانوا يعيش معهم شخص وحيد يبلغ من العمر 65 عاماً فما فوق. وبلغ متوسط حجم الأسرة المعيشية 3.00، أما متوسط حجم العائلات فبلغ 2.41.
بلغ العمر الوسطي للسكان 39 عاماً. وكانت نسبة 26.2% من القاطنين تحت سن الثامنة عشر، وكانت نسبة 7.5% بين الثامنة عشر والأربعة وعشرون عاماً، ونسبة 25.3% كانت واقعةً في الفئة العمرية ما بين الخامسة والعشرون حتى والأربعة وأربعون عاماً، ونسبة 23.8% كانت ما بين الخامسة والأربعون حتى الرابعة والستون، ونسبة 17.3% كانت ضمن فئة الخامسة والستون عاماً فما فوق. يوجد لكل 100 أنثى 92.7 ذكر، ويوجد لكل 100 أنثى في الثامنة عشر من عمرها فما فوق 91.3 ذكر.
بلغ متوسط دخل الأسرة في المدينة 31,447 دولار، أما متوسط دخل العائلة فبلغ 42,453 دولار. وكان متوسط دخل الذكور 31,411 دولار مقابل 20,777 دولار للإناث. وسجل دخل الفرد الخاص بالمدينة 17,208 دولار. وكانت نسبة 9.7% من العائلات ونسبة 15.4% من السكان تحت خط الفقر، وكان من هؤلاء نسبة 22.4% تحت سن الثامنة عشر ونسبة 15.6% في الخامسة والستين من العمر وما فوق.

### تعداد عام 2010
بلغ عدد سكان ورلاند 5,487 نسمة بحسب تعداد عام 2010، وبلغ عدد الأسر 2,310 أسرة وعدد العائلات 1,479 عائلة مقيمة في المدينة. في حين سجلت الكثافة السكانية 1,203.3 نسمة لكل ميل مربع (464.6/كم2). وبلغ عدد الوحدات السكنية 2,473 وحدة بمتوسط كثافة قدره 542.3 لكل ميل مربع (209.4/كم2).
وتوزع التركيب العرقي للمدينة بنسبة 89.9% من البيض و 1.3% من الأمريكيين الأصليين و 0.6% من الأمريكيين ذوي الأصول الآسيوية و 0.3% من الأمريكيين الأفارقة و 2.6% من عرقين مختلطين أو أكثر.
بلغ عدد الأسر 2,310 أسرة كانت نسبة 29.6% منها لديها أطفال تحت سن الثامنة عشر تعيش معهم، وبلغت نسبة الأزواج القاطنين مع بعضهم البعض 49.7% من أصل المجموع الكلي للأسر، ونسبة 9.9% من الأسر كان لديها معيلات من الإناث دون وجود شريك، بينما كانت نسبة 4.5% من الأسر لديها معيلون من الذكور دون وجود شريكة وكانت نسبة 36.0% من غير العائلات. تألفت نسبة 32.1% من أصل جميع الأسر من أفراد ونسبة 13.6% كانوا يعيش معهم شخص وحيد يبلغ من العمر 65 عاماً فما فوق. وبلغ متوسط حجم الأسرة المعيشية 2.95، أما متوسط حجم العائلات فبلغ 2.34.
بلغ العمر الوسطي للسكان 39.8 عاماً. وكانت نسبة 25.2% من القاطنين تحت سن الثامنة عشر، وكانت نسبة 7% بين الثامنة عشر والأربعة وعشرون عاماً، ونسبة 23.5% كانت واقعةً في الفئة العمرية ما بين الخامسة والعشرون حتى والأربعة وأربعون عاماً، ونسبة 26.5% كانت ما بين الخامسة والأربعون حتى الرابعة والستون، ونسبة 17.8% كانت ضمن فئة الخامسة والستون عاماً فما فوق. وتوزع التركيب الجنسي للسكان بنسبة 48.5% ذكور و51.5% إناث.